# 泽藓
泽藓（学名：Philonotis fontana）为珠藓科泽藓属下的一个种。

## 扩展阅读
- 維基物種上的相關：泽藓